# زیردریایی کلاس تانگو
زیردریایی کلاس تانگو (به انگلیسی: Tango-class submarine) یک کلاس از زیردریایی است که طول آن 91m (298ft 6in) می‌باشد.